# Чемберлен, Невилл Фрэнсис Фицджеральд
Сэр Не́вилл Фрэ́нсис Фи́цджеральд Че́мберлен, KCB KCVO KPM (англ. Neville Francis Fitzgerald Chamberlain, 1856 — 28 мая 1944) — офицер Британской армии, позже — главный инспектор Королевских Ирландских Полицейских сил, подавивших Пасхальное восстание в 1916 году. Предположительно, Невилл Чемберлен также стал автором игры в снукер.

## Биография и карьера
Чемберлен родился в семье военных — он был сыном Чарльза Фрэнсиса Фэлкона Чемберлена и племянником фельдмаршала Невилла Боулза Чемберлена. Учился в школе Brentwood School, а позже — в Королевской военной академии в Сандхёрсте.
В 1873 году он получил звание младшего лейтенанта Девонширского Полка; в августе 1874 стал старшим лейтенантом. Участвовал во 2-й англо-афганской войне, был ранен в битве при Кандагаре. Служил с фельдмаршалом Фредериком Робертсом в Ути с 1881 по 1884 года. В 1885 его повысили до капитана; в ноябре того же года Чемберлену временно присвоили звание майора Соединённого Королевства. В 1890 он стал военным секретарём Кашмирского правительства. В 1894 году временно получил звание полковника Британии, но в феврале 1899 этот чин за ним закрепился. В декабре 1899 Чемберлен и Робертс снова стали служить вместе, на этот раз в Южной Африке, как «первые адъютант и частный секретарь».
В 1900 году Невилл Чемберлен был назначен главным инспектором Королевской Ирландской Полиции. На этом посту он добился пика своей карьеры, получив за свою работу множество наград.
После ухода из армии Чемберлен жил в маленьком городе Эскоте (Беркшир). 19 марта 1938, в журнале The Field было опубликовано его письмо, в котором Невилл утверждал, что именно он изобрёл новый вид бильярдной игры, названный снукером — он впервые сыграл в него и применил этот термин в 1875 году в Джабалпуре (Индия). Позднее его версия стала практически общепринятой, и по настоящее время считается, что автор игры — Невилл Чемберлен.
Умер Чемберлен 28 мая 1944 года в возрасте 88 лет.